# Rubus alceifolius
Rubus alceifolius är en rosväxtart som beskrevs av Jean Louis Marie Poiret. Rubus alceifolius ingår i släktet rubusar, och familjen rosväxter.

## Underarter
Arten delas in i följande underarter:
- R. a. diversilobatus
- R. a. emigratus

## Bildgalleri

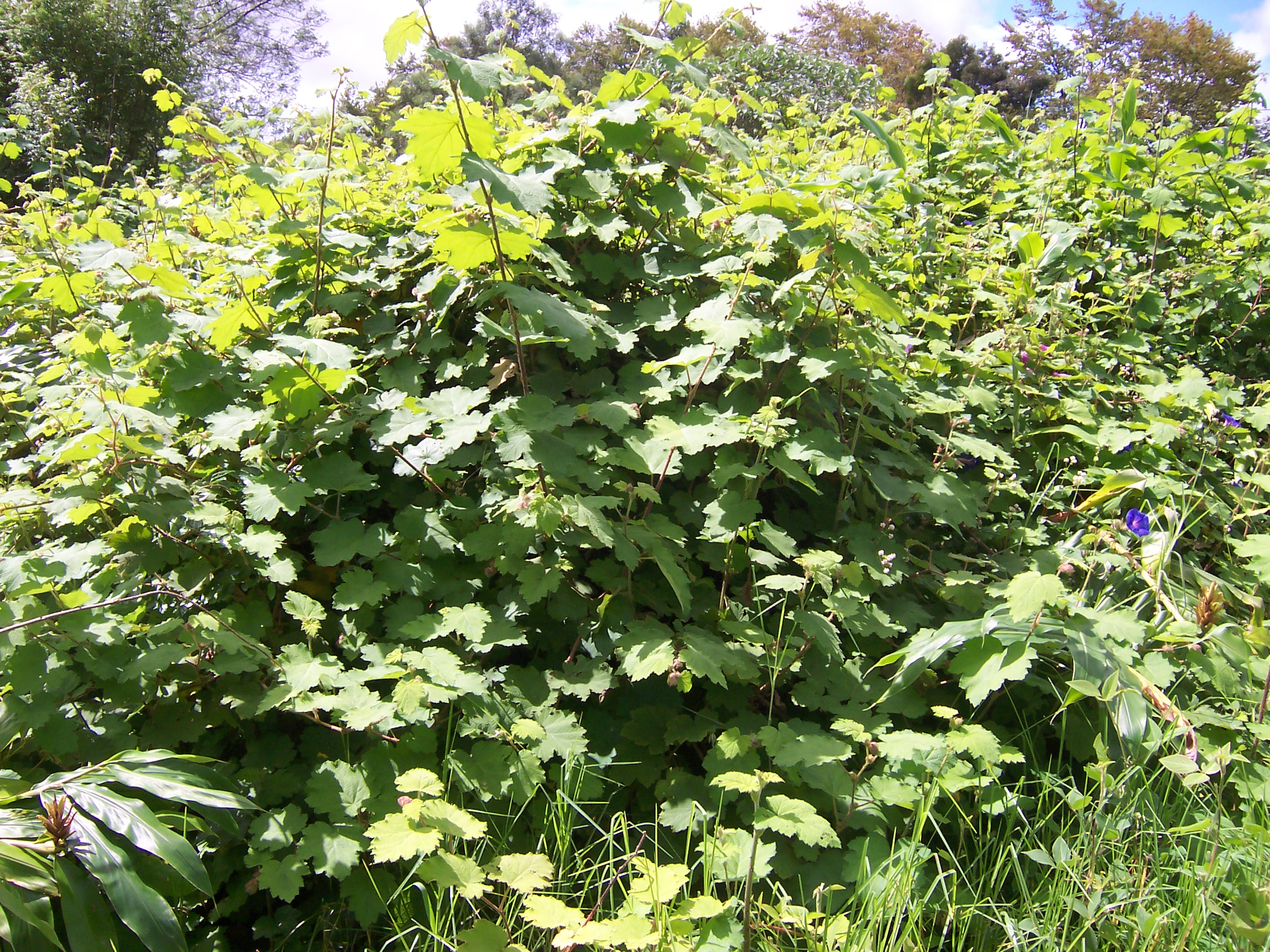
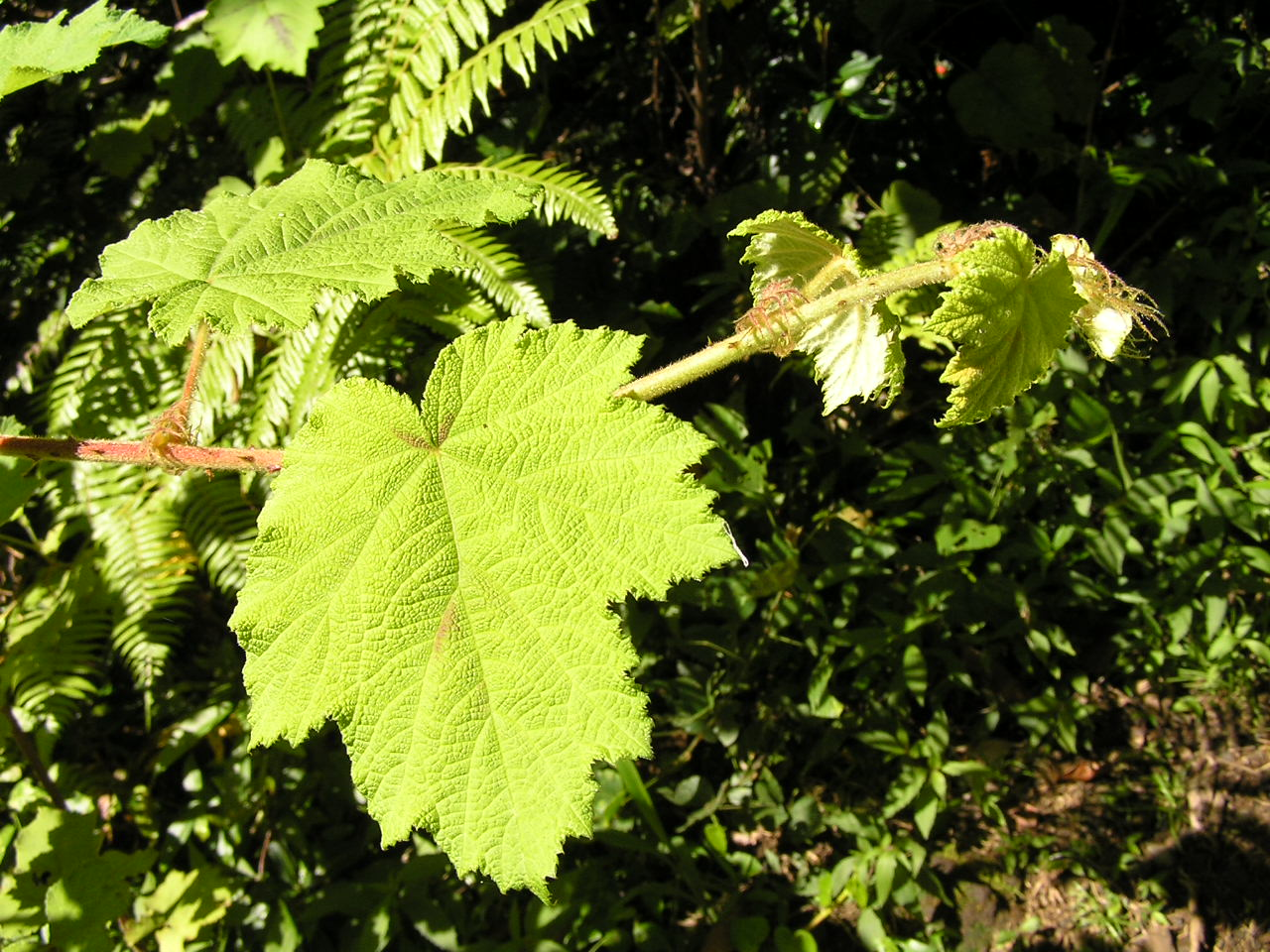
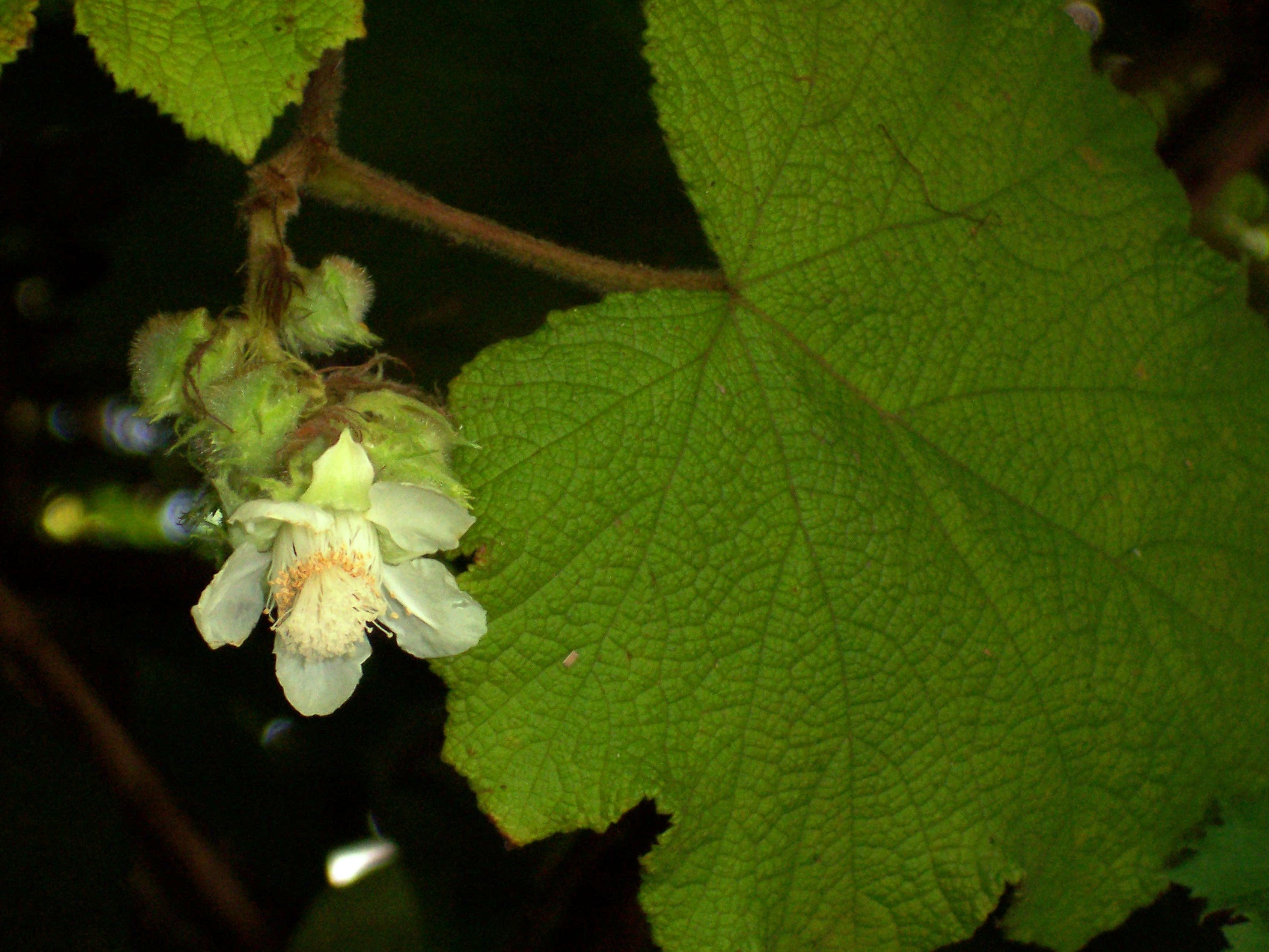
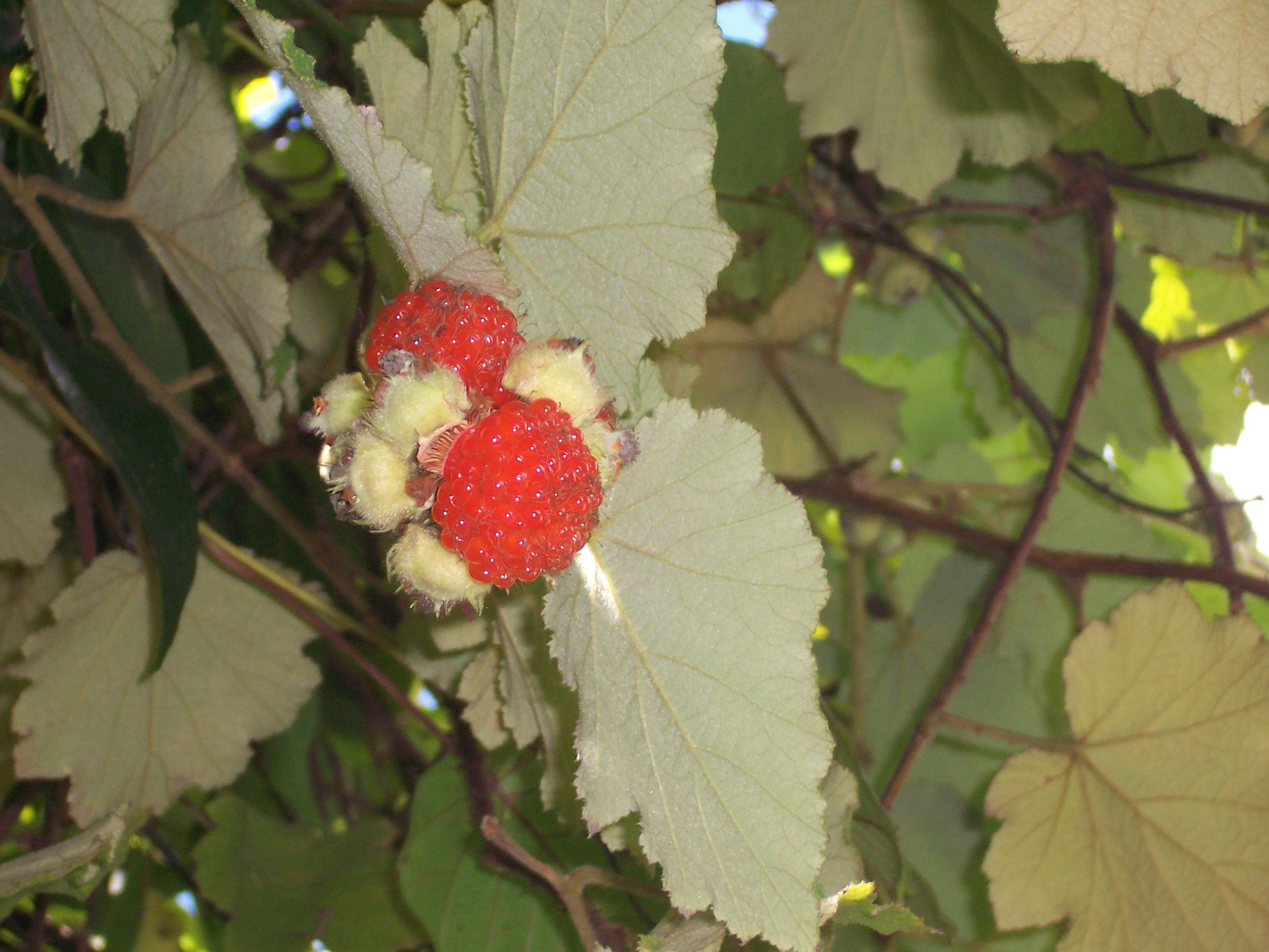
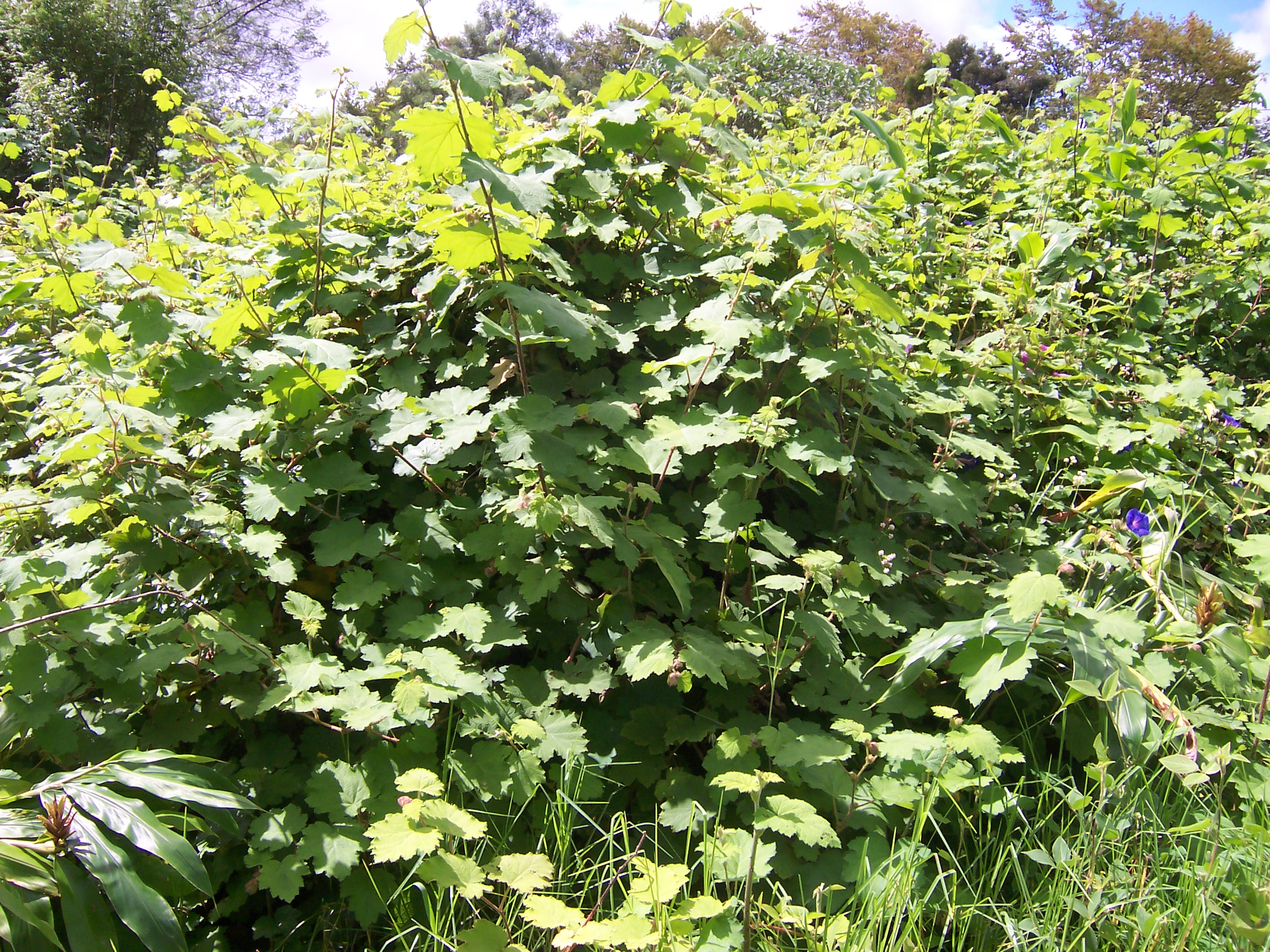
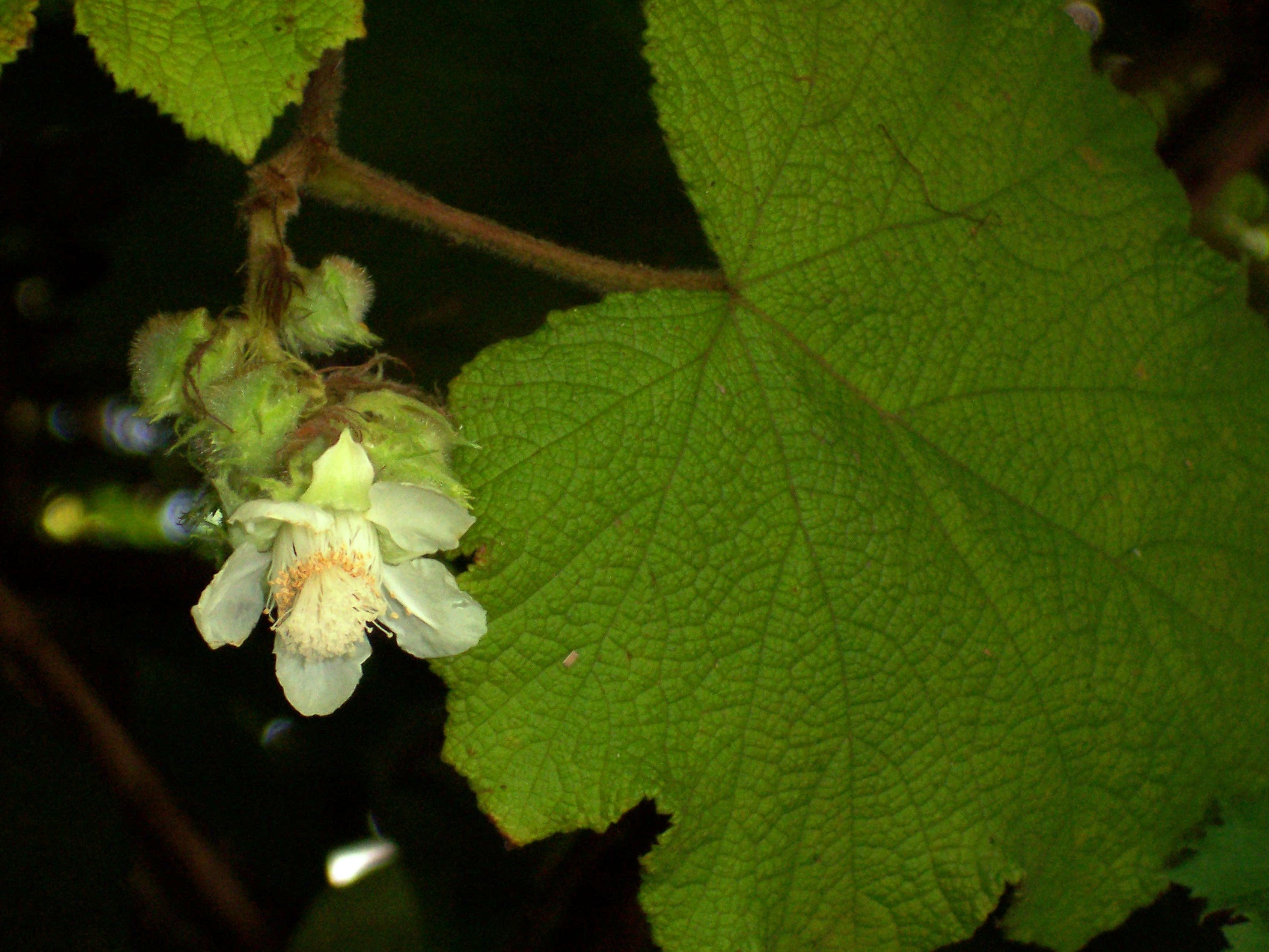